# Ignaz Semmelweis

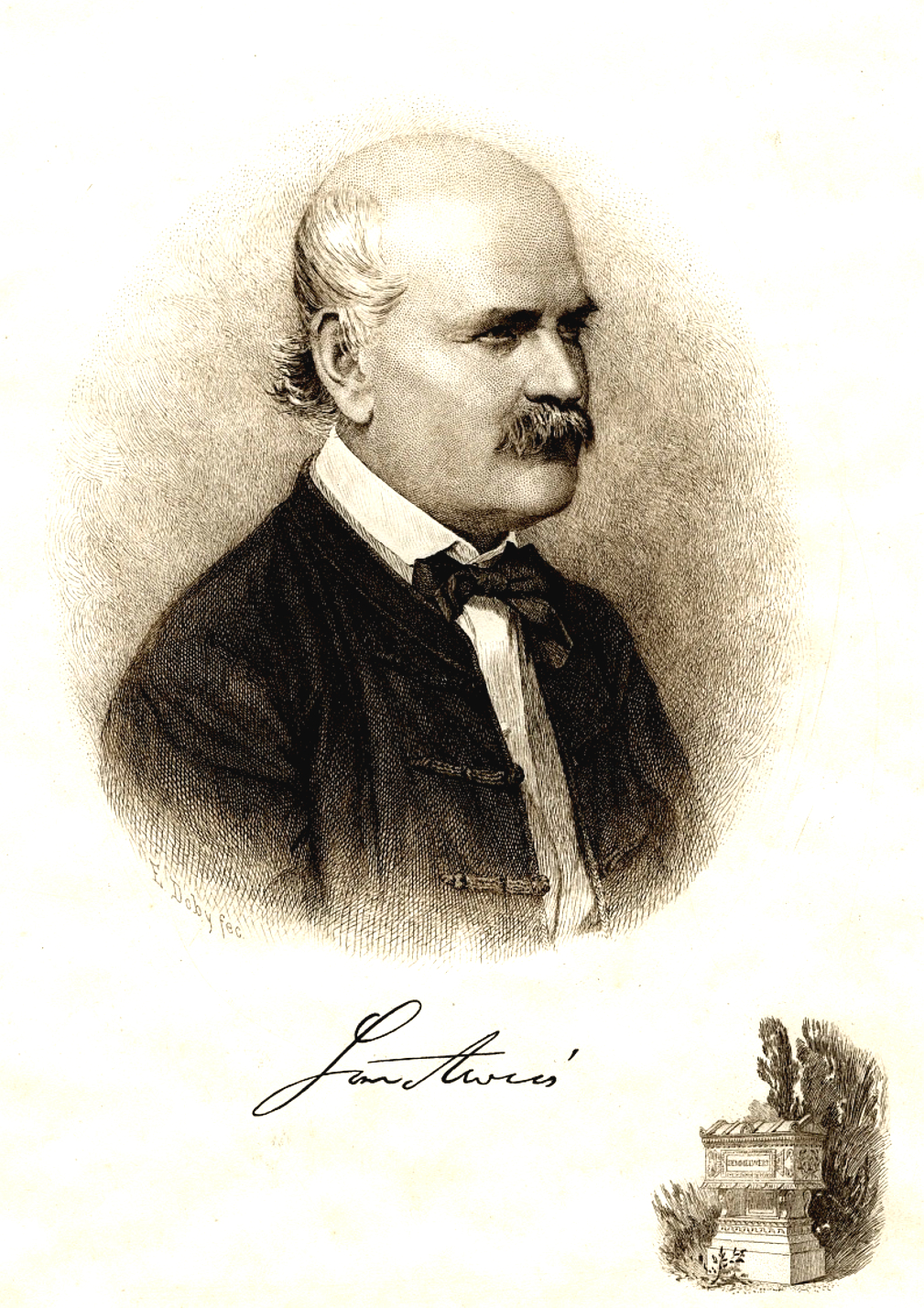
Ignaz Semmelweis (cupra de Jenő Doby, 1894)

Ignaz Semmelweis (n. 1 iulie 1818, Buda-Tabán - d. 13 august 1865, Wien-Döbling) (sau Ignac Semmelweis, născut Semmelweis Ignác Fülöp) a fost un medic maghiar, supranumit salvatorul mamelor care a descoperit că, prin simple măsuri de igienă în clinicile de obstetrică, poate fi drastic redus riscul de apariție a febrei puerperale. Semmelweis este unul dintre fondatorii asepsiei.

## Contribuții

### Scrieri
- Fall von sackartiger Ausbuchtung des schwangeren Gebärmutterhalses, Wiener medizinische Wochenschrift, 1857.
- A gyermekagyi láz koroktana ("Etiologia febrei puerperale"), Orvosi hetilap, Budapest, 1858; no. 1: 1-5; no. 2: 17-21; no. 5, 65-69; no. 6: 81-84; no. 21: 321-326; no. 22: 337-342; no. 23: 353-359. (Prima publicare a ideilor sale).
- Die Aetiologie, der Begriff und die Prophylaxis des Kindbettfiebers. Pest-Wien-Leipzig, 1861. Retipărită cu o nouă introducere de A. F. Guttmacher. New York-London, 1966.
- Zwei offene Briefe an Dr. Ed. Casp. Jac. von Siebold und an Dr. F. W. Scanzoni, Professoren der Geburtshilfe, Vienne, 1861.
- Zwei offene Briefe an Dr. Joseph Späth, Professor der Geburtshilfe an der k. k. Josephs-Akademie in Wien und an Hofrath Dr. F. W. Scanzoni, Professor der Geburtshilfe zu Würzburg, Vienne, 1861.
- On the Origin and Prevention of Puerperal Fever ("Originea și prevenirea febrei puerperale") Medical Times and Gazette, London, 1862; 1: 601-602.
- Gesammelte Werke Iena, Gustav Fischer, 1905. Editată și tradusă din maghiară de T. Von Győri.